# 쿠바의 국장

쿠바의 국장

쿠바의 국장은 1906년 4월 24일에 제정되었다.

## 구성
국장 가운데에 그려진 방패 상단에는 태양이 떠오르는 푸른 바다에 솟아 있는 두 개의 암초 사이로 열쇠가 놓여 있다.
방패 왼쪽 하단에는 파란색과 하얀색 두 가지 색으로 구성된 다섯 개의 대각선 줄무늬가 그려져 있으며 오른쪽 하단에는 쿠바를 상징하는 나무인 야자나무가 그려져 있다.
방패 뒤쪽에는 프리기아 모자가 올려진 속간이 그려져 있으며 방패 왼쪽에는 참나무 가지가, 오른쪽에는 월계수 가지가 장식되어 있는 형태를 하고 있다.

## 의미
열쇠는 '멕시코만의 열쇠'라고 부르는 쿠바의 지리적인 위치를, 떠오르는 태양은 새로운 공화국의 여명을, 다섯 개의 대각선 줄무늬는 쿠바를 구성하는 세 개의 큰 지역인 동부 지역, 서부 지역, 중부 지역을, 야자나무는 나라의 풍요로운 대지를 의미한다.
참나무 가지는 나라의 힘을, 월계수 가지는 명예와 영광을 의미하며 프리기아 모자는 자유를, 모자에 새겨진 한 개의 별은 독립을 의미한다.

## 같이 보기
- 쿠바의 국기